# Allium crenulatum
Allium crenulatum — вид трав'янистих рослин родини амарилісові (Amaryllidaceae), поширений у штатах Орегон, Вашингтон (США), Британська Колумбія (Канада).

## Опис
Цибулин 1–6+, щорічно замінюються новими цибулинами, які з'являються на кінцях кореневищ; кореневищ 1–2; материнські цибулини зникають в період цвітіння за винятком ще функціональних коренів та оболонки цибулини; цибулини косо-яйцюваті, 1–2 × 0.8–1.8 см; зовнішні оболонки не або лише частково огортають цибулини, від коричневих до сіро-коричневих, перетинчасті; внутрішні оболонки білі. Листки, як правило, в'януть зі стеблиною від кінчика в період цвітіння, (1)2, базально розлогі; листові пластини плоскі, гачкуваті, 10–33 см × 1.5–10 мм, краї іноді дрібно зубчасті. Стеблина поодинока, ± прямостійна, 5–15 см × 1–5 мм. Зонтик стійкий, прямостійний, компактний, 10–25-квітковий, від конічного до півсферичного, цибулинки невідомі. Квіти дзвінчасті, 6–12 мм; листочки оцвітини прямостійні, рожеві з більш глибокими рожевими серединними жилками, ланцетні, ± рівні, краї цілі, верхівка гостра. Пиляки жовті або пурпурні; пилок жовтий. Насіннєвий покрив блискучий. 2n = 14.
Цвітіння: кінець травня — липень.

## Поширення
Поширений у штатах Орегон, Вашингтон (США), Британська Колумбія (Канада).
Населяє осипові схили та глинисті ґрунти, включаючи серпантин, на лисих вершинах та хребтах; 600–2500 м.